# Бриги, Маттео
Маттео Бриги (итал. Matteo Brighi; 14 февраля 1981, Римини) — итальянский футболист, полузащитник.

## Карьера

### Клубная
В сезоне 2008/09 с тремя голами стал лучшим бомбардиром «Ромы» в Лиге чемпионов.
7 сентября 2010 года Бриги продлил контракт с «Ромой» до 2014 года.
31 августа 2011 года перешёл в «Аталанту» на правах годичной аренды.
11 августа 2012 года перешёл в «Торино» на правах годичной аренды.

### Сборная
28 марта 2009 года Маттео после шестилетнего перерыва сыграл за сборную в гостевом матче отборочного турнира к чемпионату мира 2010 против Черногории, выйдя на замену вместо Андреа Пирло на 81 минуте, матч закончился победой Италии со счётом 2:0. 1 апреля 2009 года в следующем календарном матче сборной (также отборочного турнира к ЧМ 2010) против Ирландии, Бриги вышел уже в стартовом составе.

## Достижения
Командные
Ювентус
- Обладатель Суперкубка Италии: 2002

Рома
- Обладатель Кубка Италии: 2007/08
- Обладатель Суперкубка Италии: 2007

Сборная Италии (до 21)
- Чемпион Европы (до 21 года): 2004

Личные
- Лучший молодой футболист года в Италии (Оскар дель Кальчо): 2002